# تی‌وی‌آر گریفیت
تی‌وی‌آر گریفیت (TVR Griffith) خودرویی است که در سال‌های ۱۹۹۱–۲۰۰۲تولید شده‌است.